# على باب مصر (مسلسل)
على باب مصر هو مسلسل تاريخي عرض في العام 2006, يناقش الوضع العربي الإسلامي في فترة اجتياح المغول للعالم الإسلامي وتدميرهم لبغداد عاصمة الخلافة مقترنا مع أحداث المنطقة العربية في الوقت الراهن.

## القصة
تبدأ قصة العمل بلحظة تولى خان التتر منكو خان مقاليد الحكم وتكليفه لهولاكو بفتح المناطق الغربية لدولة التتار التي تشمل المنطقة العربية، وهنا يبدأ الصدام بين المسلمين والتتار الذين يقومون بإزالة بغداد وتدميرها بعد أن إنهارت أمام جحافل الجيوش التتارية فيما عرف باسم حصار بغداد بعد هزيمة مجاهد الدين أيبك بالقرب من بغداد والذي انتهى بعد إثنى عشر يوما وبعد دخولهم المدينة استباح التتار دم ألفى ألف نفس وقتلوا الخليفة المستعصم بإغراقه وبهذا تنتهى الخلافة العباسية، وتنتهى صفحة أخرى من صفحات التاريخ الإسلامي. يبدأ المسلسل بعد تصوير أحداث الاجتياح المغولى إظهار حالة العالم العربي بعد ما وصل من أخبار عن الفظائع التي إرتكبها المغول في حق أهل العراق، والرعب الذي عم أهالى الشام ومصر، وجبن وتخاذل القادة العرب في الشام وأمراء المماليك في مصر، مقترنا مع الوضع الحالى, وتبدأ الأحداث في استعراض استعداد القائد قطز لمواجهة المغول وتأنيبه للأمراء المماليك على تخاذلهم بشأن الوقوف في وجه التتر، وأيضا انضمام بيبرس البندقدارى لقطز بعد أن يأس الأول من الناصر يوسف صاحب الشام ودمشق أن يواجه المغول، وبدأ الاستعدادات لموجهة المغول وهذا ما يستعرضه العمل في معركة عين جالوت حيث هزم التتار على باب مصر حيث تنبع التسمية.

## فريق العمل

### الممثلون
| التتار - يوسف شعبان : بدور هولاكو - رغدة:بدور دوقوز خاتون - نبيل الهجرسي: كتبغا - عفاف حمدي: ميسكا زوجة كتبغا - عائشة الكيلاني: كامشيا - فهمي الخولي: بايجون - دينا نديم: تراكينا - حسن هاني: يشمك بن هولاكو - نيفين سيد: ياري - ياسر فرج: باتو - فايق عزب: مونكو خان - عبد الله سعد: نوخ الخوارزميين - بثينة رشوان: المراة المخبولة - أحمد فؤاد سليم: بائع قطز وحارس الملك الناصر - عبد السلام الدهشان: السلطان جلال الدين منكبرتي - يحيى هاني اسماعيل: قطز طفلاً | بغداد - جلال الشرقاوي: بدور الخليفة المستعصم بالله - منى عبد الغني: بدور فاطمة ابنة الخليفة المستعصم - صلاح رشوان: مجاهد الدين أيبك - غسان مطر: مؤيد الدين بن العلقمي - ياسر علي ماهر: سليمان شاه - عثمان محمد علي: الكتبي - محمد ريحان: نجم الدين البادرائي - ولاء فريد: علياء زوجة مجاهد الدين - رشوان توفيق: الإمام الصرصري - محمد عبد القوي: إبن الخليفة الجواسيس - فتوح أحمد: اباتا العطار - طارق النهري: بلكان - أحمد صادق: القماش | مستشارو هولاكو - سامح الصريطي: حسام الدين الفلكي - سناء شافع: نصير الدين الطوسي المماليك - نهال عنبر: شجر الدر - ضيفة شرف - عايدة عبد العزيز: أم علي - ضيفة شرف - حمدي الوزير: أيبك - ضيف شرف - محمد السبع: العز بن عبد السلام - ضيف شرف - حسام فارس: قطز كبيراً - هند فاضل: خادمة شجر الدر - شريف عواد: الظاهر بيبرس - معتز السويفي: أقطاي - حسام الجندي: نور الدين علي بن أيبك - عزت بدران: الحارس علي | دمشق - ليلى طاهر: بدور أم عزيز زوجة الناصر يوسف - أشرف عبد الغفور: بدور الناصر يوسف صاحب الشام - رانيا يوسف: سلمى بنت ابن العديم - سمير حسني: الناصر داود - سامح السيد: الأشرف موسى بن إبراهيم - صبحي خليل: حسين الطبردار - ضياء الميرغني: الصارم أزبك - على السيد: عم علي - شمس الشرقاوي: زهرة - أحمد عبد الحليم: ابن العديم - محمد البياع: ابن الناصر يوسف |

بالأشتراك مع - محمود الشاذلي:الوزير محيي الدين - طارق ريحان - محمد عبده - محمد خليل - محيي عبد الحي - محمد عبد الله - طارق كامل - ألفريد كمال - سامح أبو الغار - مهدي عباس - حسن عثمان - عمرو محمد علي - طارق مندور:رسول هولاكو - حمدي إسماعيل - يوسف العسال - مجدي عبد الباري
الأطفال - أشرقت أحمد - كريم أحمد عبد السيد - يوسف خالد